# Csicsóholdvilág
Csicsóholdvilág (románul: Țapu, németül: Abtsdorf bei Marktschelken, szászul Appesstref vagy Zappesstref) falu Romániában, Szeben megye északnyugati határán. Szász jobbágyfalu volt, amely közigazgatásilag nem a Királyföldhöz, hanem Fehér, majd Alsó-Fehér vármegyéhez tartozott. A 21. század elejére szász lakosságát elvesztette, dombon álló erődtemploma menthetetlenül elromosodott.

## Nevének eredete
1309-ben Hulduulach (holdvilág) néven említik; valószínű magyarázat, hogy ez egy holdsarló alakú földdarabra utal. Az 1332–1337 között készült pápai tizedjegyzékben v[illa] Abbatis néven jelenik meg, amely arra utal, hogy az egresi ciszterci monostor birtoka volt. Ezt a nevet egy ideig a magyar is átvette (1417, Apathfalwa), és a német Abtsdorf (apátfalu) is innen származik. A magyar Holdvilág alak Csicsó előtagja személynév, és a 19. században jelent meg, hogy megkülönböztesse a falut az Erzsébetváros melletti Holdvilágtól. Román Țapu neve (1750) feltehetőleg népetimológia útján született a szász z Abtdorf névből.

## Fekvése
A Nagy-Küküllőtől délre, a DN14-es főút mellett fekszik. A községközponttól, Mikeszászától légvonalban 2,5, úton 4,5 kilométerre délnyugatra található, Nagyszeben megyeszékhelytől pedig 30 (úton 42) kilométerre északra.

## Története
A falu feltehetőleg a 13. században alakult ki: a templom kerítőfalának részeit egyes kutatók a 13. századra datálják. Okmányban legelőször 1309-ben említik a falut és papját egy dézsmaper alkalmával, így ekkor már plébániatemploma volt. 1319-ben az Aradhoz közeli egresi ciszterci monostorhoz tartozott, és szászok lakták. A pápai tizedjegyzékben megnevezik Johannes nevű papját, és a falut a nagyselyki esperesi kerület részeként említik. A ma is álló evangélikus (a reformáció előtt katolikus) templom 1400 körül épült.
1416-ban Zsigmond király elrendelte, hogy Csicsóholdvilág három másik faluval (Monora, Sorostély, Szászcsanád) együtt egy közigazgatási egységet alkosson, mely az erdélyi vajda fennhatósága alatt lesz, aki igazgatja őket és megvédi a nemesség térhódításától. Bár nem a Királyföldhöz tartozott, a hét szász székkel együtt kellett teljesítsen katonai szolgálatot, és Mátyás 1485-ös rendelete értelmében azokhoz hasonlóan is adózott. Az egresi apátság üresedése idején a Hétszék védelme alatt álltak. 1476-ban a király megtiltja a csanádi püspöknek, hogy a négy falut kivonja a szász unióból. 1492-ben és 1495-ben Báthory István megvédte a falvakat a Fehér megyei nemesség támadásaitól. Miután 1500 körül az egresi apátságot feloszlatták, a négy falut a csanádi egyházmegyéhez csatolták.
Az 1526-ban kezdődő belháború alatt Szapolyai János a négy falut Majláth Istvánnak és „egy rác kapitánynak” adja, így Fehér vármegye fennhatósága alá kerülnek, és megszűnik minden kapcsolatuk a Hétszékkel és Nagyszebennel. 1552 körül a gyulafehérvári kanonok birtokába kerülnek, majd 1553-ban Cserepovics Miklósnak adják át. 1577-ben a négy falu a nagyselyki káptalan surrogatioja volt. 1647-ben 23 jobbágy- és négy cigány család, 1766-ban románok is lakták.
1772-ig a falu hűbérmentes, fejedelmi uradalom volt, így a lakosok nem tartoztak nehéz szolgálatokkal. Ebben az évben azonban Mária Terézia 83 falut adományozott a Teleki családnak 100 évre 20 000 dukátért, köztük Csicsóholdvilágot. A kíméletlen földesúri igazgatás elől 1835-ben 25 szász család elmenekült a faluból, Nagyszebenbe és Brassóba költözve. Az 1848-as jobbágyfelszabadítás után a Telekiek megkapják a határ felét 24 évnyi elmaradt bérleti díjért.
Román lakói papjukkal együtt 1824-ben tértek át görögkatolikusnak. 1850-ben 806 lakosából 374 volt román, 302 német, 111 cigány és 19 magyar nemzetiségű; 483 görögkatolikus, 302 evangélikus és 17 református vallású. 1930-ban 579 román és 506 német lakta. A 20. század második felében a németek kivándoroltak, 2011-ben 650 lakosából 588 románnak, 20 magyarnak, 11 németnek vallotta magát.

## Látnivalók
- Evangélikus erődtemploma. A templom 1400 körül épült. 1625-ben valószínűleg elbontották tornyát és a hajó legtöbb gótikus ablakát, ekkor épült viszont a csúcsíves déli és északi kapu. 1838-ban nyugati kapuját befalazták, hajóját pedig új mennyezettel látták el. A szentély északi falában félig befalazott gótikus szentségfülke látható. Egyik harangját a 15. század végén vagy a 16. század elején öntötték.[6] Valószínűleg a 14. században vették körül ovális kőfallal, amelyre belülről kétszintes gyilokjárót építettek. A ma hat méter magasan álló fal nyugati oldalán a zömök kaputornyot 1940-ben földrengés rázta meg, majd 1955–56-ban javították ki. Az északi oldalon őrtorony véd egy kis ajtót.[2]
- A falu határában sós források törnek föl.

## Híres emberek
- Itt született 1937-ben Ilie Datcu labdarúgókapus, háromszoros török bajnok.

## Képek

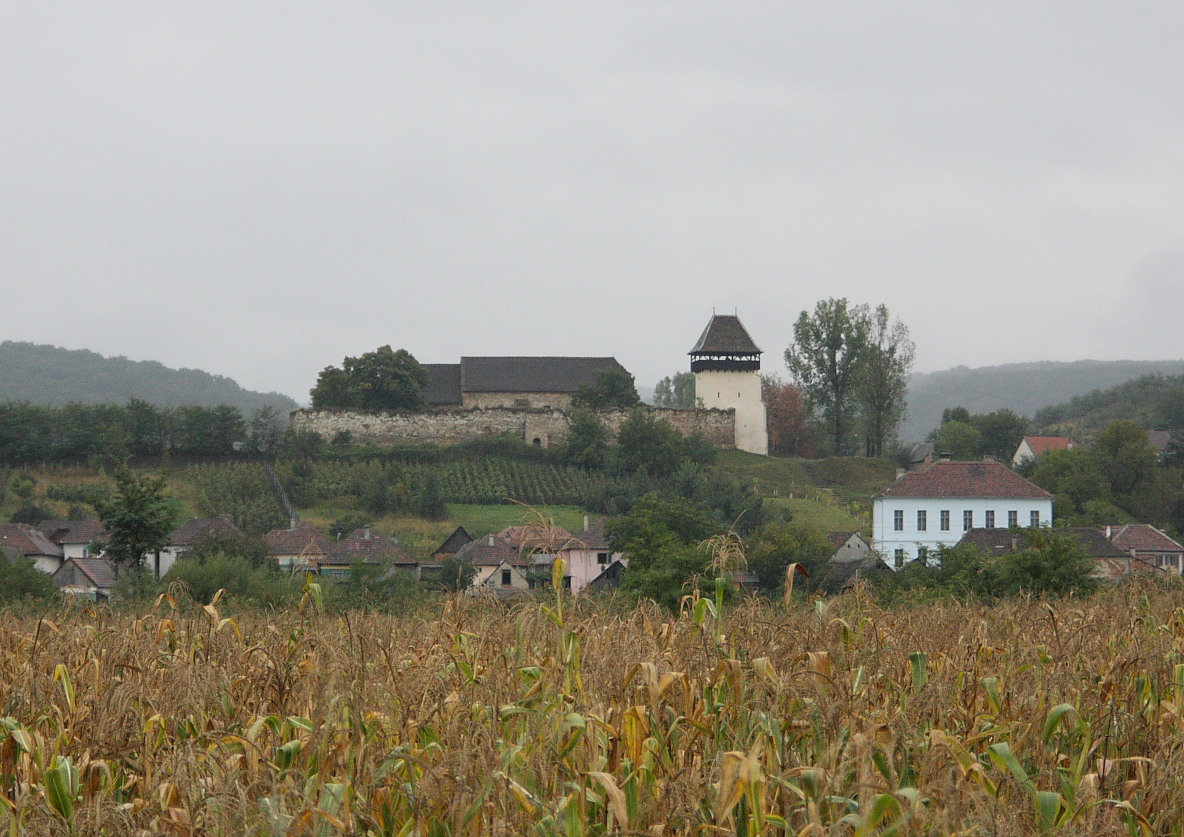
A falu a főútról
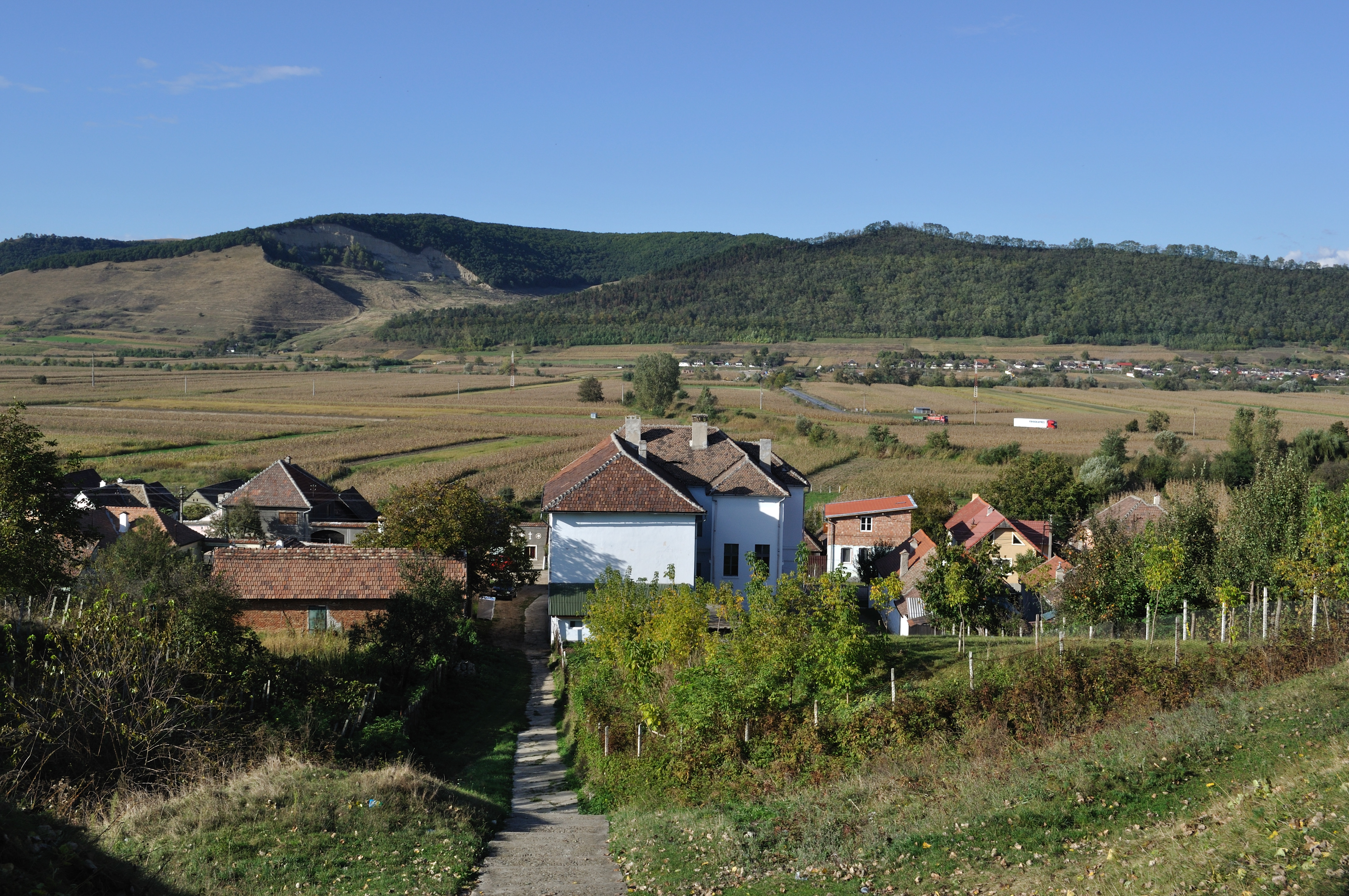
A falu látképe az erődtemplom dombjáról
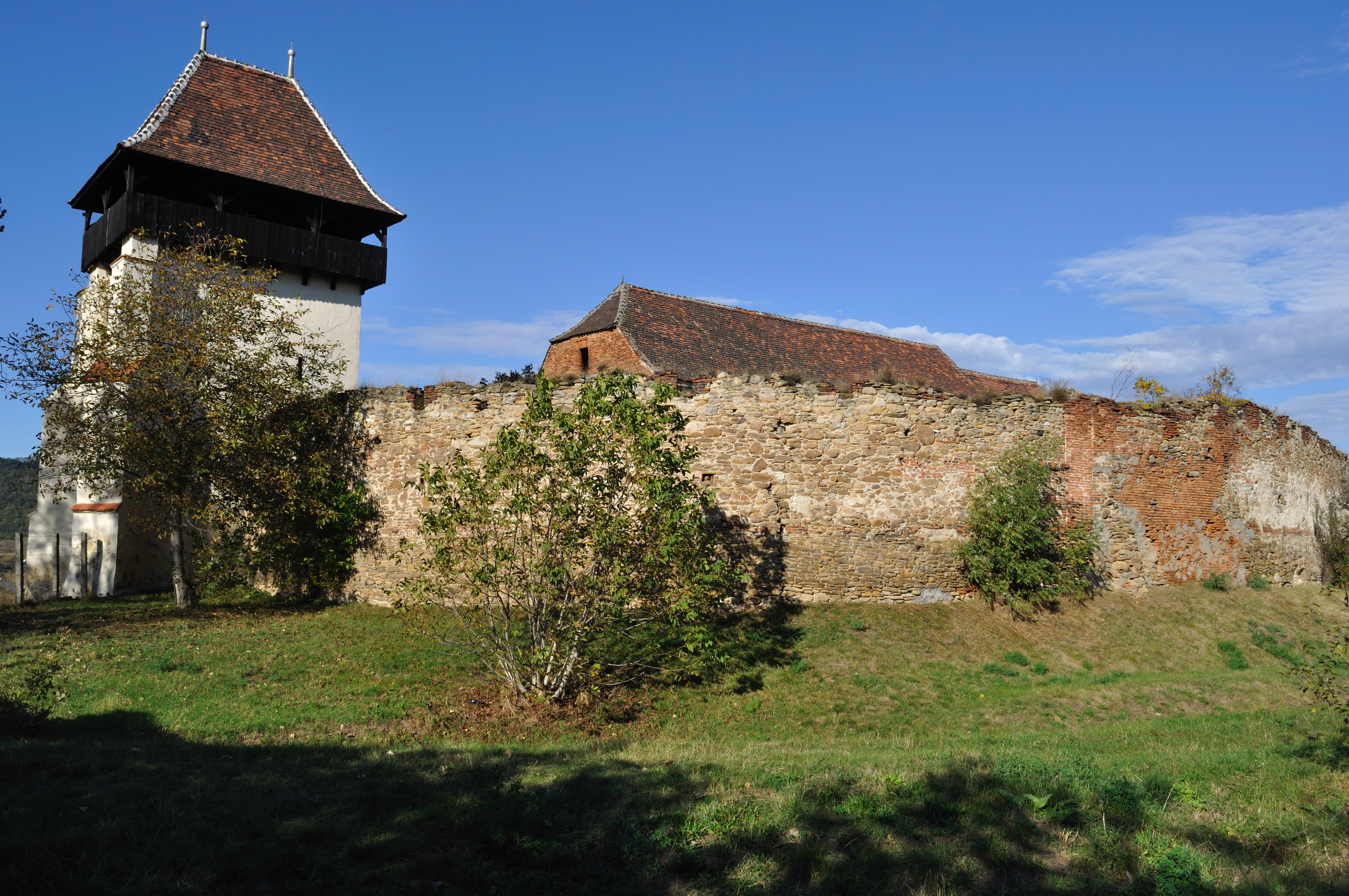
Az evangélikus erődtemplom
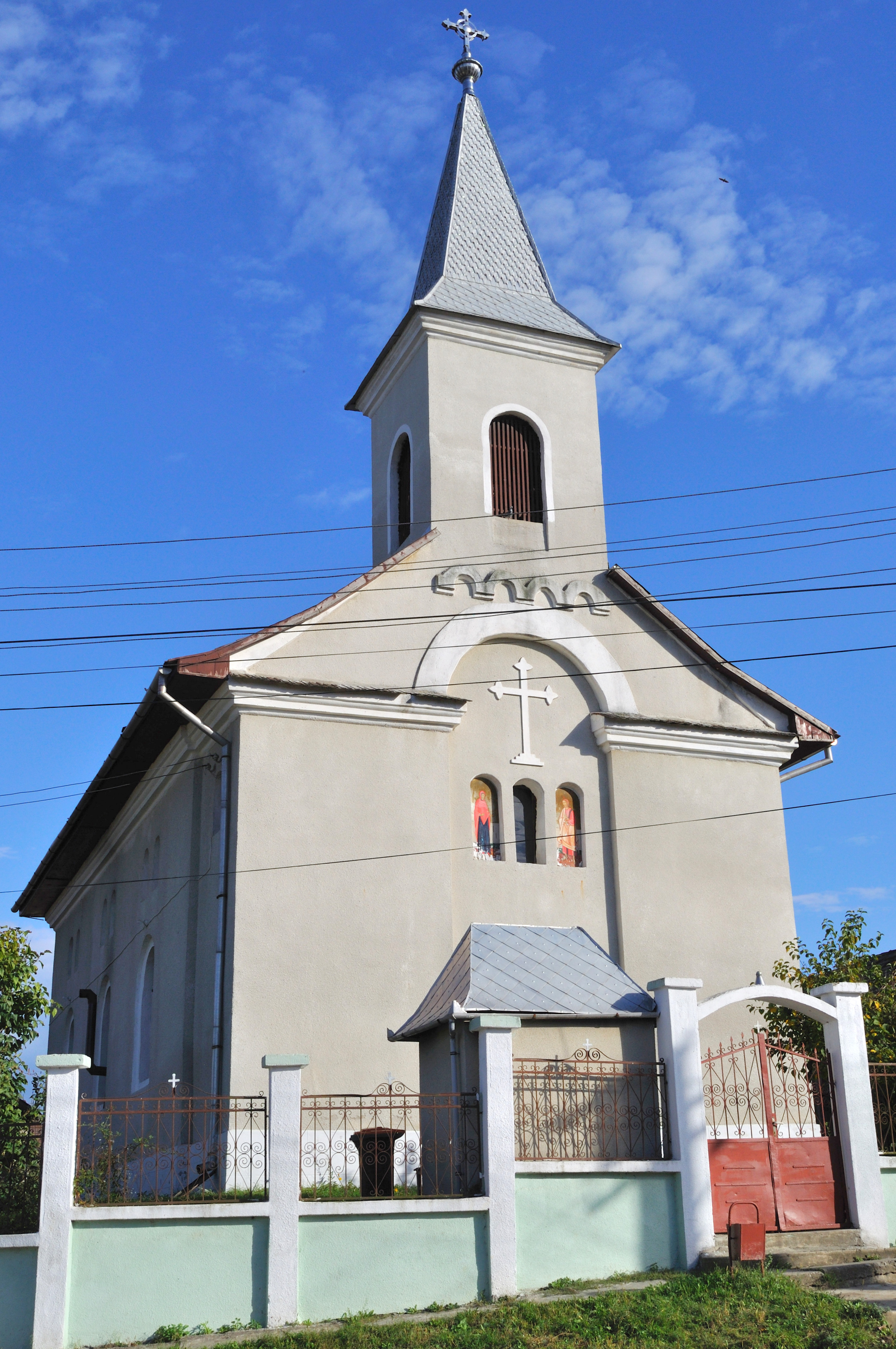
Ortodox templom